# Gewog di Kengkhar
Il gewog di Kengkhar è uno dei diciassette raggruppamenti di villaggi del distretto di Mongar, nella regione Orientale, in Bhutan.